# Rallye Monte Carlo 1996
Rallye Monte Carlo 1996 byl úvodní podnik Mistrovství světa v rallye 1996 v kategorii W2L. Absolutním vítězem se stal Pattrick Bernardini s vozem Ford Escort RS Cosworth. Vítězem kategorie W2L byl Francois Delecour s vozem Peugeot 306 MAXI, který skončil absolutně druhý.

## Průběh závodu
Soutěž začínala hvězdicovou jízdou z pěti francouzských měst. Tým Škoda Motorsport startoval z Remeše. Hned v první etapě měla řada jezdců problémy s počasím. Ráno bylo teplo a sucho, ale v průběhu dne začalo sněžit. Po česti testech byly čeští piloti na dobrých pozicích. Pavel Sibera byl absolutně třináctý a Emil Triner patnáctý. Navíc vedli ve své třídě. Ve druhé etapě bylo ráno opět sucho, ale pak se spustil vydatný déšť. Před Siberu se posunul Erwin Weber s vozem Seat Ibiza Kit Car. Tou dobou druhý jezdec týmu Seat Sport - Jesus Puras odstoupil. Delecour stále vedl skupinu a pohyboval se na celkovém druhém místě, ale druhý jezdec týmu Peugeot Sport, kterým byl Francois Chatriot, vyletěl z trati a ztratil 43 minut. Na trať se sice vrátil ale po poruše spojky musel stejně ze soutěže odstoupit. Druhá část etapy byla kvůli sesuvům půdy značně zkrácena. Sibera se pohyboval na 13. místě absolutně, třetí v kategorii W2L a první ve své třídě a Emil byl ve všech kategoriích o jednu pozici za ním. Kategorii F2 stále bezchybně vedl Delecour. Poslední noční pátá etapa obsahovala tradiční zkoušku průsmykem Col de Turini. Navzdory velkému množství sněhu se již pořadí výrazně neměnilo.

## Výsledky

### Celkové pořadí
1. Pattrick Bernardini, Bernard Occelli - Ford Escort RS Cosworth
2. Francois Delecour, Herve Sauvage - Peugeot 306 MAXI
3. Armin Schwarz, Klaus Wicha - Toyota Celica GT-Four ST-205
4. Bernard Beguin, Christian Tilber - Subaru Impreza 555
5. Pierre-Cesar Baroni, Denis Giraudet - Subaru Impreza 555
6. Yvan Postel, Colette Neri - Subaru Impreza 555
7. Daniel Ducruet, Freddy Delorme - Lancia Delta HF Integrale
8. Maurizio Verini, Baldovino Dassu - Lancia Delta HF Integrale
9. Evgeniy Vasin, Alexey Shchukin - Opel Astra GSI
10. Erwin Weber, Manfred Hiemer - Seat Ibiza Kit car

### kategorie W2L
1. Francois Delecour, Herve Sauvage - Peugeot 306 MAXI
2. Evgeniy Vasin, Alexey Shchukin - Opel Astra GSI
3. Erwin Weber, Manfred Hiemer - Seat Ibiza Kit Car
4. Pavel Sibera, Petr Gross - Škoda Felicia Kit Car
5. Emil Triner, Pavel Štanc - Škoda Felicia Kit Car